# Калиманешти (Вранча)
Калиманешти (рум. Călimănești) насеље је у Румунији у округу Вранча у општини Марашешти. Oпштина се налази на надморској висини од 70 m.

## Становништво
Према подацима из 2002. године у насељу је живело 522 становника, од којих су сви румунске националности.